# Abbigliamento punk

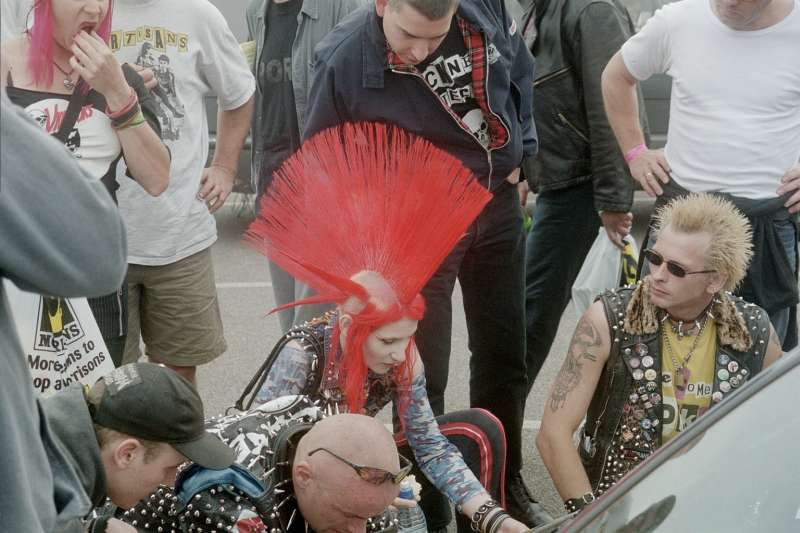
punk.

L'abbigliamento punk è la moda tipica della subcultura punk. Nell'idea iniziale dei suoi precursori, lo stile doveva caratterizzarsi come un rifiuto dei canoni della moda stessa e delle regole, ma nei fatti l'abbigliamento punk si è diviso in moltissimi sottostili con caratteristiche peculiari.

## Storia

### Anni '70
Inizialmente l'abbigliamento era costituito da vestiti strappati, pantaloni laceri, Dr. Martens e catene al collo. Inoltre era frequente l'utilizzo di piercing a orecchie, guance e sopracciglia, cosa considerata strana anche dopo la rivoluzione giovanile degli anni sessanta e non molto diffusa al tempo.
I piercing e i tatuaggi erano volutamente ostentati per disprezzo verso la società. Da notare che alla fine degli anni settanta il piercing era poco usato, e diventerà fenomeno di massa solo tra gli anni '80 e '90. Altri elementi dell'abbigliamento erano giacche di pelle, soprattutto nel tipo "chiodo", talvolta decorate da scritte spray, spille e vestiti da bondage. Come calzature i punk indossano inizialmente brothel creeper, sneakers (soprattutto Converse All Stars) e winklepicker; solo più tardi, con l'avanzare degli anni ottanta, i punk iniziano a indossare sempre più frequentemente anfibi Dr. Martens neri o colorati, talvolta personalizzati con scritte a pennarello o spray, divenendo via via sempre più inscindibile il legame tra punk e Dr. Martens nel decennio successivo.
Il modo di vestire della subcultura punk divenne una moda da quando Malcolm McLaren e Vivienne Westwood aprirono un negozio di abbigliamento chiamato Sex a King's Road, Londra. Nello stesso periodo iniziò anche la moda degli spike, ossia dei capelli trattati con brillantina, gel e altri prodotti per formare grandi creste, inventando così uno stile noto come Mohicano. Parallelamente si diffuse l'abitudine di radere larghe porzioni del cuoio capelluto, mentre le donne si truccavano pesantemente di nero intorno agli occhi e usavano il rossetto sulle labbra per ottenere un look da vampiro.
Questo stile influenzò anche la moda vera e propria, ad esempio la stilista inglese Zandra Rhodes che attorno al 1977 iniziò ad inserire elementi dell'abbigliamento punk nelle sue collezioni, edulcorandone tuttavia gli aspetti più estremi e creando vestiti più eleganti e dal colore acceso. Persino Gianni Versace inserì le spille tipiche dello stile punk in alcuni suoi vestiti, che Liz Hurley indossò per la prima mondiale di Quattro matrimoni e un funerale.
Si deve inoltre in larga parte alla popolarità del bassista e cantante Sid Vicious l'impronta allo stile del punk successivo al biennio 1977-1978: chiodo, pantaloni in pelle, stivali da motociclista, cintura di borchie, t-shirt rossa con svastica e capello "sparato". A dispetto dell'arcobaleno di stili che caratterizza i punk del primo periodo, alla fine, per imitazione del modello del mito, lo stile di Sid Vicious diverrà popolarmente lo stile punk per antonomasia.

### Anni '80

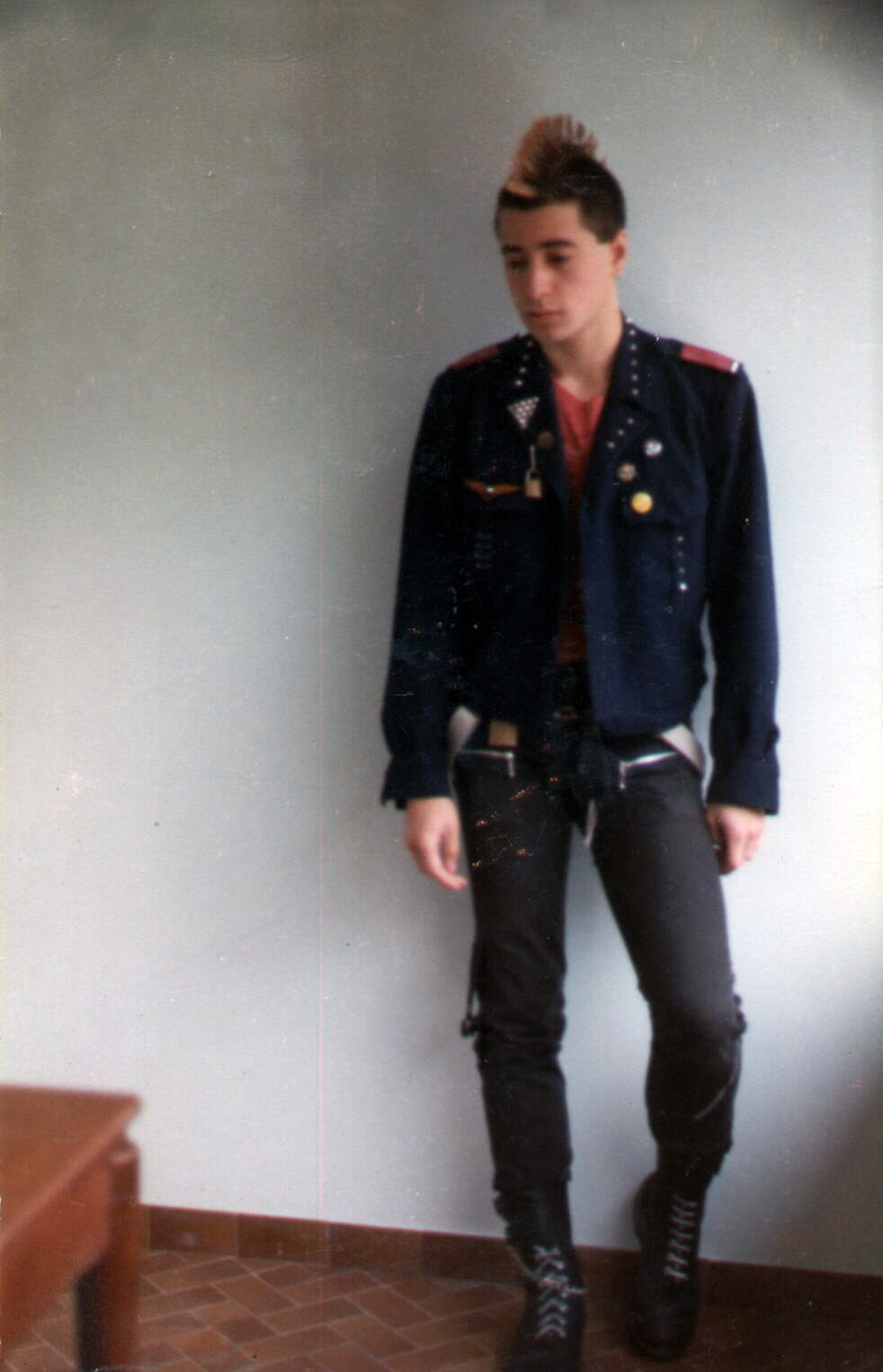
Punk parigino nel 1981.

Negli anni '80, con l'arrivo dell'hardcore punk, l'abbigliamento si diversificò. Spesso gli esponenti di questa subcultura vestivano semplici magliette decorate con il nome di una band con la bomboletta spray. Tuttavia l'abbigliamento tipico rimase nel suo complesso simile a quello del decennio precedente, ossia jeans, maglietta o camicia di flanella, stivali e catene.
Le donne della scena invece scelsero uno stile quasi asessuato, composto da pantaloni neri, abiti stracciati e testa rasata, mentre alcune si vestivano con gonna, stivali, giubbotto da motociclista e berretto. Per quanto riguarda i capelli erano comuni sia gli spike sia la rasatura completa, e spesso e capelli erano colorati e sistemati autonomamente dai ragazzi della scena. Con il passare degli anni si diffuse anche nuovamente la moda dei piercing e dei tatuaggi, portati anche da componenti di band come Black Flag e Cro-Mags. All'interno dell'hardcore punk si sviluppò anche il sottogenere skate punk, con un look proprio e che sarebbe diventato enormemente popolare con l'esplosione del punk revival negli anni '90. L'abbigliamento tipico di uno skater era composto da pantaloni larghi, catene, felpe con il cappuccio e scarpe molto larghe.
Negli stessi anni dell'hardcore, ma in Inghilterra, si sviluppò anche l'anarcho punk, sostenuto da gruppi come Crass, Poison Girls e Subhumans. I seguaci di questo sottogenere vestivano solitamente indumenti neri in stile militare, evitando giacche di pelle e prodotti per i capelli testati su animali, a causa delle idee fortemente animaliste del movimento.

### Anni '90 - '00
Gli anni '90 non presentarono modifiche sostanziali alla moda punk, mantenendo inalterati i vari stili: tuttora molti punk vestono pantaloni stracciati, giacche di pelle e utilizzano lo stile Mohicano per quanto riguarda i capelli, mentre altri vestono in modo completamente fai da te o si ispirano all'abbigliamento hardcore degli anni '80.
Tuttavia negli anni '90 si sviluppò il movimento grunge, fortemente influenzato dall'estetica e dalla musica punk. Il classico grunger vestiva camicie di flanella, Dr. Martens, portava i capelli lunghi e scarpe Converse o da skateboard.

## Indumenti e accessori

### Indumenti
- Chiodo